# حرقيقو
حرقيقو مدينة نموذجية تبعد عن مدينة مصوع إرتريا ثمان كيلو مترات جنوبا وتضم عدة أحياء صغيرة في داخلها تنتهي بعضها بجوار البحر وآخر بجوار الجبل وتملك حرقيقو مساحة واسعة وطريق بحري وبري يربطها مع مصوع وأرافلي وزولا تضم أكبر محطة للكهرباء في إريتريا تمتاز بكثرة المساجد وأكبر مجمع تعليمي في الخمسينات.

## المعنى اللغوي للمدينة
تعرف باسم حرقيقو، والاسم الآخر هو «دخنو» أو «دكنو» ويعني «الفيل» بلغة الساهو، وقيل لأن الأفيال كانت تعيش في هذه المنطقة، إلا أن العوامل الجغرافية والطبيعة للمنطقة لا تتناسب وحياة هذا الحيوان العملاق ومثل هذا التنافر يضعف مراد التسمية، كما عرفت في فترة من التاريخ باسم (مندر) وهو تحريف لكلمة بندر العربية والتي تعني السوق، ومما يقوي هذه الحجة أن حرقيقو كانت عبارة عن سوق في عموم المنطقة.
كما أن هناك مسمى رابع وهو غير مشهور كباقي المسميات وهو «مدائن» على اعتبار أنها أقدم مدينة أسست في تلك المنطقة ومن ثم تكونت بقية المناطق حولها.
وهناك رأي آخر للاسم وهو إن دخنو اشتقت من كلمة دوخني والتي تعني المركبة بلغة الدناكل ويجد مثل هذا التعليل فرصة أكبر للصمود وبخاصة وإن المنطقة بحرية وترتبط حياة أهلها إلى حدود بعيدة بالبحر ووسائطه كالمراكب والأشرعة إلا أن الاسم الأقدم والأعرق هو حرقيقو وقد عرفت به منذ قرون طويلة وذكرها بعض الرحالة في خرائطهم بهذا الاسم وأشادوا بها وبازدهارها منذ آلاف السنين، حيت كانت تعتبر من أهم المدن في المنطقة، وتفوق في أهميتها مصوع. وسبب تسميتها بحرقيقو يعود إلى نشوب حريق في المنطقة الحرجية المجاورة، وبذلك يكون الاسم مشتق من كلمة حريق العربية.

## أعلام
- عثمان صالح سبي